# 高垣眸
高垣 眸（たかがき ひとみ、1898年〈明治31年〉1月20日 - 1983年〈昭和58年〉4月2日）は、日本の児童文学作家、大衆小説作家、小説家。男性。本名・末男。別筆名に田川緑、青海、小野迪夫がある。
幼少期から軍艦に憧れ、海に情憬を持ち育った。このため海を舞台にした作品が多い。

## 経歴

### 誕生から大学時代まで
広島県尾道市土堂生まれ。先祖は備後一宮城主で、生家は酢と醤油の醸造業を営んでいた。1902年（明治35年）、4歳のときに父親が赤痢で死去。翌年、尾道幼稚園に第一回生として入園する。またこの年、祖母より箏曲を習う。1904年（明治37年）、土堂小学校に入学、級長を務めた。1906年（明治39年）の夏に屋根から落ちて頭を打撲し京都府立病院に半年ほど入院。このときに巌谷小波の『日本お伽噺』『世界お伽噺』などを読んだことが文学に興味を持つ切っ掛けとなった。
1908年（明治41年）、伯父の大阪転住に伴い、天下茶屋村小学校に転入する。1910年（明治43年）、岡山県立矢掛中学校に入学、寄宿舎に入る。在学中は様々な本を乱読し、野球、柔道、テニスに熱中した。1915年（大正4年）、中学を卒業し、9月に合格した早稲田大学文学部英文学科に編入する。同じクラスには額田六福がいた。ただし大学にはあまり行かずに友人と大阪郊外で合宿暮らしをして宝塚少女歌劇に夢中になり、やがて島村抱月、松井須磨子の芸術座に参加して巡業に加わるようになる。しかし1919年（大正8年）1月に松井須磨子が抱月の後追い自殺をしたため劇団は解散となり、東儀鉄笛の新文芸協会に参加する。同年、田川緑の筆名で処女作となる「少年水滸伝」を『譚海』に発表。1920年（大正9年）7月、早稲田大学を卒業する。

### 大学卒業から人気作家となるまで
大学を卒業後、新国劇の沢田正二郎一座の脚本部に入る。脚本部長は同郷の行友李風であった。高垣は菊池寛『父帰る』、山本有三『嬰児殺し』、久米正雄『地蔵教由来』などの『新思潮』の作品や、ドストエフスキー『罪と罰』の上演などの新しい企画で一座を盛り立てた。
1922年（大正11年）、延期していた兵役のため退職し、福山歩兵第四十一聯隊に一年志願兵として入隊する。除隊後、親戚の反対を押し切って結婚し勘当されて生活に困窮、英文科の主任教授だった横山有策の世話でラスキンのエッセイなどを代訳したり、額田六福の援助を受けたりしてどうにかやり過ごす。1923年（大正12年）、新聞記者を志し国民新聞社の山路愛山の元を訪れるが教師になることを勧められる。7月、青梅の府立第九高等女学校に教師として赴任する。8月、長女のひとみが生まれる。
1925年（大正14年）4月、『少年倶楽部』にて『龍神丸』の連載を開始。長女の名前を採ってペンネームを"高垣眸"とした。『龍神丸』は読者の支持を受け、少年少女作家としての地位を確立した。続いて発表された『豹(ジャガー)の眼』は、次に生まれた長男の名と暮らした青梅市から"青梅昕二"名義で発表。同作品はのち1959年、KRT（現・TBSテレビ）「月光仮面」の後番組、日本初の本格的テレビアクションとしてテレビドラマ化された。
教職は辞し作家に専念、再び"高垣眸"名義に戻しこの後『神風八幡船』、『曼珠沙華』、『決死の将校斥候』、『荒海の虹』、『渦潮の果』、『銀蛇の窟』、『黒衣剣侠』、『科学怪奇怪人Q』、『恐怖のミイラ』など相次いで発表。童話とは異なる面白さ、破天荒なストーリーの中にも、人として選ぶ道を教えた教育者として高垣作品は当時の子供達を熱狂させた。特に1935年に発表した『快傑黒頭巾』は伊藤幾久造の挿絵とともに大評判となり、翌1936年の『まぼろし城』の二作品は戦前から戦後にかけて日活や東映などで何度も映画化された。またNHK少年ドラマシリーズなどでテレビドラマにもなった。

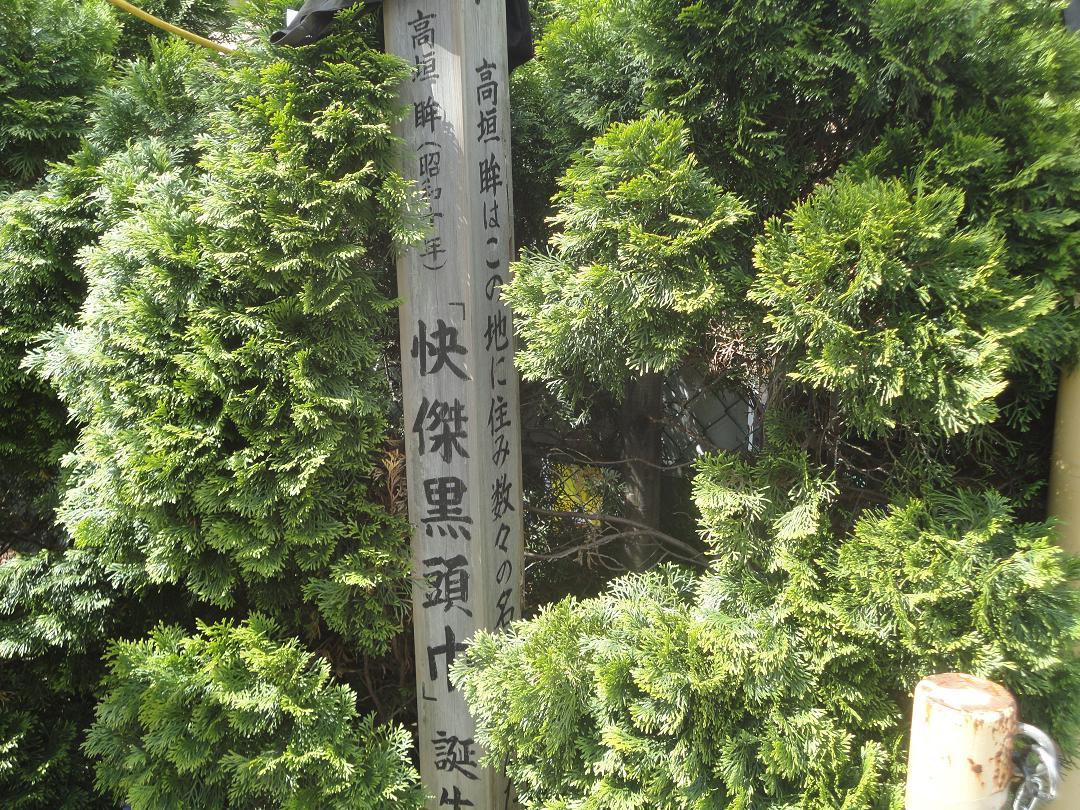
快傑黒頭巾発祥の地を示す記念碑(青梅市)

### 戦後の活動
戦時中の1943年、遠縁が専務を務めていた旭造船のある千葉県勝浦市に引っ越し同所に勤務。戦後しばらくたって、同所に特攻兵器「海龍」の発案者で、戦艦大和沈没時の生存者の一人、浅野卯一郎が訪ねて来た。浅野は軍令部で唯一人といわれた科学技術参謀で、自身が書いた原稿を見てくれといわれた。「海野十三にネタを相当送ってるのに、丁寧な返事はくれても肝心の現金を送ってくれない」と嘆き、「この原稿を80円で買ってもらえば、自転車が買える」と言い、二男の高垣葵が隣の部屋でそれを聞いていて「ちょっと読ませてよ」と言い、その話は科学者の恋人が癩病になり、渓流に住むイワナの血と恋人の血を入れ替えるという内容であったが、葵が「こりゃ、面白いや」と言うので原稿を買った。すると「もっと面白い材料がある」と、もっと規模の大きなSF小説の構想を話した。これが『凍る地球』という小説に発展し、当時発行されていた「東光少年」という雑誌に、1949年1月から1950年3月まで連載された。共作者としてクレジットされている深山百合太郎（みやまゆりたろう）は浅野卯一郎である。浅野との共同作業で新しい科学知識を習得することができた。浅野は1961年頃亡くなるが、高垣は遺作となった『燃える地球』（1981年）に、深山百合太郎と浅野卯一郎の両方を登場させていて混乱するが、深山百合太郎参謀として登場する方が浅野のモデルという。

### 晩年の活動から死去まで
その後は漁業問題などに関わり、海洋資源、環境問題など社会的なテーマに取り組み『魚の胎から生まれた男』(1974年)、『魚の食えなくなる日』(1975年)などを発表。1978年『宇宙戦艦ヤマト』のプロデューサー・西崎義展から同作を「瞬間的な映像のままでなく、文学作品として永く残したいから、小説にして欲しい」と直接依頼を受け、熱血小説『宇宙戦艦ヤマト』が1979年7月に、西崎義展案、高垣眸著としてオフィス・アカデミーから出版された。これを手掛けたことで戦後すぐに書いたSF小説（『凍る地球』、『恐怖の地球』）を書く意欲が戻り『燃える地球』を執筆。『凍る地球』、『恐怖の地球』、『燃える地球』は「地球三部作」と言われる。『燃える地球』執筆中に右目を失明し、両足も麻痺して歩けなくなり同作品（1981年）が遺作となった。1983年、老衰のため勝浦市の自宅で死去。享年85。

## 親族
二男の高垣葵は民間放送発足時から脚本家として関わり『1丁目1番地』など多くの作品がある。藤子不二雄の『海の王子』の原作者としても知られる。

## 評価
大衆文学は、大御所作家を除くとやや忘れられた存在となっていたが、1996年に講談社が文庫シリーズ「大衆文学館」を刊行するなど、近年高垣を含めて再評価の兆しがある。

## 著書
- 『龍神丸』（大日本雄弁会） 1926、のち少年倶楽部文庫
- 『豹の眼』（講談社） 1928、のち少年倶楽部文庫
- 『銀蛇の窟』（平凡社） 1929
- 『快傑黒頭巾』（講談社） 1935、のち少年倶楽部文庫
- 『まぼろし城』（講談社） 1937、のち少年倶楽部文庫
- 『黒潮の唄』（講談社） 1939
- 『日本男児』（講談社） 1939
- 『大陸の若鷲』（講談社） 1940
- 『西郷隆盛』（偕成社） 1941
- 『ダイアナの瞳』（偕成社） 1941
- 『レオナルド・ダ・ヴィンチ 現代科学の父』（山海堂出版部） 1942
- 『タイ国の冒険』 1942
- 『神風八幡船』
- 『曼珠沙華』
- 『荒海の虹』
- 『渦潮の果』
- 『科学怪奇怪人Q』
- 『決死の将校斥候』
- 『ご存じ快傑黒頭巾』
- 『怪奇冒険紅魚喇嘛』
- 『地球を征服した蟻人』
- 『天険亀哭城』（卍書林） 1947
- 『凍る地球』（「東光少年」1949 - 1950に連載　深山百合太郎との合作[1]『少年小説大系 第5巻 高垣眸集』（三一書房、1987年）に収録）
- 『竜神のつぼ』（ポプラ社） 1950
- 『疾風月影丸』（ポプラ社） 1950
- 『黒衣剣侠』（ポプラ社、高垣眸全集 2） 1951
- 『火の玉王子』（ポプラ社、高垣眸全集 3）
- 『青銅髑髏の謎』（ポプラ社、高垣眸全集 10）
- 『禿鷲の爪』（偕成社） 1952
- 『怪奇黒猫組』（ポプラ社） 1953
- 『新選組追撃』（太平洋文庫） 1955
- 『真田幸村』（偕成社） 1955
- 「高垣眸全集」全4巻（桃源社） 1970
- 『未来の大都市』
- 『恐怖の地球』 1973 『少年小説大系 第5巻 高垣眸集』（三一書房、1987年）に収録
- 『魚の胎から生まれた男』（形象社） 1976
- 『宇宙戦艦ヤマト 熱血小説』（西崎義展案、オフィス・アカデミー） 1979.7
- 『燃える地球』（ポプラ社） 1980
- 『高垣眸集』（三一書房、少年小説大系 第5巻） 1987.6
- 『魚の食えなくなる日』
- 『燃える地球』 1981 『少年小説大系 第5巻 高垣眸集』（三一書房、1987年）に収録

## 翻訳
- 『ソロモンの洞窟』（ヘンリー・ライダー・ハガード、大日本雄辯會講談社） 1940.2
- 『日本名作物語 里見八犬伝』（滝沢馬琴、大日本雄弁会講談社） 1941
- 『浮城物語 現代語版』（矢野竜渓、金星堂） 1943
- 『ゼンダ城の虜』（アンソニー・ホープ、偕成社） 1946
- 『恐竜の足音 アマゾン怪奇境探検』（コナン・ドイル、偕成社） 1947
- 『紅はこべ』（オルツイ、偕成社、世界名作物語） 1947
- 『巌窟王』（大デューマ、偕成社） 1953
- 『水滸伝物語』（施耐庵、講談社） 1953

## 映画原作
- 快傑黒頭巾 前篇（新興京都、1936年3月21日）[17]
- まぼろし城 前篇（極東映画、1936年4月21日）[17]
- まぼろし城 後篇（極東映画、1936年4月29日）[17]
- 快傑黒頭巾 後篇（新興京都、1936年4月29日）[17]
- 荒海の虹 前篇（極東映画、1936年8月14日）[17]
- 荒海の虹 後篇（極東映画、1936年8月22日）[17]
- 渦潮の果 前篇（極東古市、1937年4月1日）[17]
- 渦潮の果 後篇（極東古市、1937年4月15日）[17]
- まぼろし城 第一部 飛騨の渦潮（日活、1940年10月10日）[18]
- まぼろし城 第二部 死の旋風（日活、1940年11月1日）[19]
- まぼろし城 第三部 （日活、1940年11月23日）[20]
- 快傑黒頭巾（東映、1953年11月29日）[21]
- 御存じ快傑黒頭巾 マグナの瞳（東映、1955年4月5日）[22]
- 怪奇黒猫組 第一部 雲霧仙人の巻（永和プロ、東宝、1955年5月31日）[23]
- 怪奇黒猫組 第二部 白光飛剣の巻（永和プロ、東宝、1955年6月14日）[24]
- 怪奇黒猫組 第三部 黒猫変化の巻（永和プロ、東宝、1955年6月14日）[25]
- 御存じ快傑黒頭巾 第二話 新選組追撃（東映、1955年8月7日）[26]
- 御存じ快傑黒頭巾 危機一発（東映、1955年12月28日）[27]
- 豹（ジャガー）の眼（大映、1956年1月29日）[28]
- 青竜の洞窟（大映、1956年2月5日）[29]
- 銀蛇の岩屋（新東宝、1956年5月24日）[30]
- 続銀蛇の岩屋 完結篇（新東宝、1956年5月29日）[31]
- 隠密秘帖 まぼろし城（東映、1956年8月1日）[32]
- 御存じ快傑黒頭巾 神出鬼没（東映、1956年10月2日）[33]
- 快傑黒頭巾（東映、1958年8月20日）[34]
- 快傑黒頭巾 爆發篇（東映、1959年8月2日）[35]
- 危うし!! 快傑黒頭巾（東映、1960年7月24日）[36]

## テレビドラマ原作
- 快傑黒頭巾（NTV、1958年9月1日〜1960年4月4日）[37]
- 豹の眼（KR、1959年7月12日〜1960年3月27日）[38]
- まぼろし城（NTV、1960年10月5日〜1961年4月26日）[39]
- 恐怖のミイラ（NTV、1961年7月4日〜1961年10月3日）[40]
- まぼろし城（KTV、1964年3月14日〜1964年9月5日）[41]
- 快傑黒頭巾（NET、1965年2月21日〜1965年4月4日）[42]
- 快傑黒頭巾（CX、1966年1月10日〜1966年4月3日）[43]
- まぼろし城（MBS、1968年10月2日〜1968年12月25日）[44]
- 快傑黒頭巾（NHK〈少年ドラマシリーズ〉、1976年11月22日〜1976年12月2日）[45]
- 怪傑黒頭巾（CX、1981年12月4日）[46]
- 怪傑黒頭巾（TBS、1990年10月7日）[47]